# 千両蜜柑
『千両蜜柑』または『千両みかん』（せんりょうみかん）は、古典落語の演目。上方落語だが江戸落語でも演じられる。江戸へは上方から移植したとされる。
病の床で夏に蜜柑を所望した商家の若旦那のために、店の番頭が探し回って見つけた蜜柑を大枚をはたいて購入して与えたところ、若旦那が元気を取り戻したのを見て、番頭が残った蜜柑で一儲けを考える内容。価値観の錯覚をサゲ（落ち）とする。
松富久亭松竹の作とも伝わるが、原話は明和9年（1772年）に出版された江戸小咄笑話本『鹿の子餅』の「蜜柑」に見える。
武藤禎夫は、「年中、四季とりどりのものが手に入る今日では理解しにくい題材であるため、あまり高座にかけることもなくなった」と記している。

## あらすじ
6月（旧暦のため、現在の7月に近い）。ある大店の若旦那が病みつき、父である大旦那が方々の名医に診せるが癒えない。医者は「これは気の病である。何か強い心残りのためだ。これを解決すれば快方に向かうだろう」と見立てる。しかし、父がその心残りを訪ねても若旦那は答えないまま、日に日に衰弱していく。ここで、若旦那とも幼馴染の番頭・佐兵衛が呼び出され、若旦那の悩みの種を聞き出すように命令される。佐兵衛はもう数年もすれば暖簾分けが約束された、主人からの信頼厚い奉公人だった。
佐兵衛が相手でも答えを渋っていた若旦那だったが、決して馬鹿にせず、必ず願いをかなえて差し上げると断言する佐兵衛についに折れ、「自分がほしいものはミカン（温州蜜柑）」だと答える。てっきり女だとばかり思っていた佐兵衛は拍子抜けし、そんなもので良いなら座敷をミカンで埋めて差し上げようと大言壮語を吐く。
だが事の次第を聞いた主人に「6月の最中にどこにミカンがある」と窘められる。夏の最中に蜜柑を用意するなど無理難題だ。だが、今さら「できない」と伝えれば、若旦那は気落ちして死にかねない。仮に若旦那が死にでもしたら、それは「主殺し」だ。お前は逆さ磔になるだろう、と旦那に脅された佐兵衛は驚愕する。
動転する佐兵衛は当てもなく街中を奔走し、挙句は金物屋（上方の場合は鳥屋など）にミカンは無いかとまくし立てるも、金物屋に「ミカンを探すなら青果物を扱う問屋だろう」と冷静に諭される。
佐兵衛は冬季間に大量のミカンを扱う大店を訪ねる。店の番頭は夏の最中の今でもミカンは「ある」という。ミカン店の看板に掛けて、夏でもミカンを求めるお客様には売るのが商いである、との信念から、毎年、冬の間に仕入れた大量のミカンを専用の蔵に満載しているという。
佐兵衛は番頭の案内でミカン蔵へと入る。冷蔵技術など見込めない時代ゆえ大半のミカンは腐っていたが奇跡的に1つだけ無事なミカンを見出し佐兵衛は喜ぶ。さて代金はと聞くと、番頭は千両だと答える。夏にミカンを求める客のために、毎年1つの蔵分を無駄にして保管する。だからこそ、千両それだけの価値があるという。さすがに法外だと悩む佐兵衛は主人に相談するが、主人は「息子の命には代えられない」として、二つ返事でミカン1個を千両で買い取る。
佐兵衛が苦心惨憺で手に入れたミカンを、若旦那は美味しそうに食べれば、みるみる血色がよくなっていく。その様子を見ながら佐兵衛は、「10房あるから1房100両か」などと計算し、主人たちの金銭感覚に呆れかえる。若旦那は7房食べたところで3房を佐兵衛に差し出し、「苦労を掛けさせたので両親とお前を労いたい」という。
主人に3房のうち2房を渡そうと廊下に出たところで佐兵衛はふと考える。今自分の手元には1房100両、すなわち合計300両の値打ちのミカンがある。自分はやがて暖簾分けしてもらえる立場だが、主人からは50両も貰えないだろう。
佐兵衛はミカン3房を携え出奔した。

## 上方と江戸の違い
基本的な話の筋は同じである。他の噺と同様に地名には差異があり、上方落語では天満の青物市場が登場する。
ミカンに千両の値がつく経緯については、江戸落語では保管に掛かった経費などを考慮して初めから店側が言及する。上方落語では、当初は若旦那の事情を考慮してタダでさしあげると申し出を受けた番頭が、それでは申し訳ないので代金を支払いたいと金額を尋ね、こと商売となれば千両より安値にはならない、と告げられるというものである。